# Jura (département)
Pour les articles homonymes, voir Jura.
Le Jura (/ʒy.ʁa/) est un département français nommé d'après le massif du Jura, du gaulois juris qui signifie « forêt de montagne ». Frontalier du canton de Vaud en Suisse, il constitue l'un des huit départements que comprend la région Bourgogne-Franche-Comté. Il fait partie de la région historique et culturelle de Franche-Comté. Sa préfecture est Lons-le-Saunier.
Ses habitants sont les Jurassiens. L'Insee et La Poste lui attribuent le code 39.

## Histoire et héraldique

### Histoire
Le territoire du département actuel du Jura a été habité dès le néolithique, de 4000 à 750 av. J.-C environ, en particulier par les civilisations palafittes des lacs de Chalain et de Clairvaux-les-Lacs,.
Dans l’Antiquité, à partir du Ve siècle av. J.-C., le territoire est occupé par un peuple gaulois, les Séquanes. Après la conquête de Jules César, la civilisation gallo-romaine se développe dans le Jura essentiellement au nord-ouest de la rivière d'Ain, entre Lons-le-Saunier et Salins-les-Bains (par exemple Grozon et Tourmont) d'une part et dans la plaine agricole de Dole. Le premier plateau apparaît peu occupé : on repère cependant le secteur de Champagnole (Saint-Germain-en-Montagne et Mont Rivel) et le secteur d'Orgelet-Chavéria non loin duquel existe du Ier au IIIe siècle un centre de pèlerinage séquane important à Villards d'Héria. (près de Moirans-en-Montagne).
Les invasions germaniques successives affaiblissent les peuplements gallo-romains et créent une longue période d'instabilité où divers royaumes alamans, burgondes puis francs tentent de s'établir. C'est à cette époque, aux IVe et Ve siècles, que le christianisme s’introduit dans le Jura avec saint Romain et saint Lupicin (1re moitié du Ve siècle) et plus tard saint Oyand, mort entre 512 et 514 ou saint Colomban qui participent à l’essor du monachisme dans la région. Naissent alors l'abbaye de Saint-Claude (monastère de Condat fondé par saint Oyand et vivifié par le pèlerinage lié à saint Claude), l’abbaye de Baume-les-Messieurs (à l’origine de Cluny) et au VIIe siècle l’abbaye de Château-Chalon.
Après une nouvelle période troublée (expéditions guerrières des Vikings et des Sarrasins), Rodolphe Ier se fait élire à la fin du IXe siècle (en l’an 888) roi de la « Bourgogne jurane », qui sera rattachée à l’empire germanique : c’est la naissance de la Haute Bourgogne qui est érigée en comté héréditaire par Othon-Guillaume/Otte-Guillaume à l'extrême fin du Xe siècle en 995 : le Jura actuel est la partie sud de ce territoire qui deviendra la Franche-Comté (première mention tardive, en 1366).
Le Moyen Âge voit à partir du XIe siècle la création des fiefs des seigneurs jurassiens dominés par les Chalon, branche cadette des ducs de Bourgogne que Jean Ier de Chalon (1190-1267), surnommé l’Antique ou le Sage, sire de Salins met au premier plan. On édifie alors de nombreux châteaux forts comme le château de Mirebel ou de Nozeroy et, plus au sud, les châteaux de Présilly et d'Oliferne. Ces châteaux seront pour la plupart démolis au cours des guerres des XVIe-XVIIe siècles.
Dans le même temps, aux XIe – XIIIe siècles, de nombreuses fondations religieuses sont établies par les cisterciens, les clunisiens ou les chartreux. De taille diverse, ces établissements monastiques participent à la mise en valeur du territoire jurassien, comme l'abbaye Notre-Dame d'Acey, située dans la vallée de l'Ognon au nord de Dole, l'abbaye de Balerne à proximité de Champagnole, ou la chartreuse de Bonlieu, à côté des anciennes et puissantes abbayes de Baume-les-Messieurs, de Château-Chalon ou de Saint-Claude. Cette dernière se transformera au XVIIIe siècle en conservant ses possessions et ses droits de mainmorte. La Révolution fermera ces monastères le plus souvent peu occupés et seulement source de rentes pour des abbés commendataires : ils seront vendus comme « biens nationaux » et pour une grande part démolis.
Le Jura suit pendant des siècles le destin de la Franche-Comté rattachée à l'Empire germanique puis au duché de Bourgogne de 1318 à 1493, la capitale de la province est alors Dole, où s'installent un Parlement (1422) et une Université (1423).
La province redevient terre d'Empire en 1477, ce qui provoque l'entrée des armées du roi de France Louis XI en 1479. Le traité de Senlis rétablit la paix en 1493 et la province prospère pendant un siècle sous les Habsbourg (maison d'Autriche et d'Espagne) et l'administration de Nicolas Perrenot de Granvelle, puis de son fils le cardinal Granvelle.
Un siècle plus tard, en 1595, Henri IV déclare la guerre à l'Espagne et envahit la Franche-Comté, puis se retire, mais les tensions demeurent avec le royaume de France, et débouchent avec Louis XIII et Richelieu sur la guerre de Dix Ans, qui dévaste la région entre 1634 et 1644. En 1674, Louis XIV entreprend à nouveau la conquête de la province, qui devient définitivement française à la suite du traité de Nimègue en 1678.
Au XVIIIe siècle, l’Église catholique réorganise son administration et crée en 1742 le petit diocèse de Saint-Claude, qui sera redéfini après la Révolution en 1822, pour coïncider avec le département du Jura, créé en 1790. C'est à cette époque révolutionnaire que Rouget de Lisle compose et écrit ce qui deviendra « la Marseillaise » et l'hymne national français.
L'histoire du département du Jura se fond dès lors dans l'histoire de la France, avec par exemple les occupations étrangères en 1815 et en 1871. En 1940, le département est de nouveau occupé par les Nazis, et partagé par la Ligne de démarcation, imposée par les Allemands. La libération n'interviendra qu'en septembre 1944, par les armées alliées débarquées en Provence, et secondées par des mouvements de Résistance importants.
Des personnalités jurassiennes comme Louis Pasteur dans le domaine scientifique ou Jules Grévy, président de la IIIe République naissante de 1879 à 1887, retiennent l'attention au XIXe siècle, comme le jurassien d'adoption Edgar Faure, homme politique de la IVe et de la Ve République.
Au 1er janvier 2016, la région Franche-Comté, dont faisait partie le département, fusionne avec la région Bourgogne pour devenir la nouvelle région administrative Bourgogne-Franche-Comté.

### Blason
| Blason | Blasonnement : « Coupé, au premier d'azur semé de billettes d'or au lion couronné du même, armé et lampassé de gueules, issant de la partition et brochant sur le tout, au second recoupé émanché de gueules et d'argent. » |

### Identité visuelle (logo)

Jusqu'en 2011.
Du 1er septembre 2011 à juillet 2015.
Depuis le 26 juin 2015.

## Géographie
| Côte-d'Or      | Haute-Saône                | Doubs                    |
|                | Jura                       | Doubs                    |
| Saône-et-Loire | Ain (Auvergne-Rhône-Alpes) | Canton de Vaud ( Suisse) |

### Généralités
Le département du Jura fait partie de la région Bourgogne-Franche-Comté. Il est limitrophe des départements du Doubs, de la Haute-Saône, de la Côte-d'Or, de Saône-et-Loire et de l'Ain, ainsi que du canton de Vaud (Suisse).

Paysages du Jura :
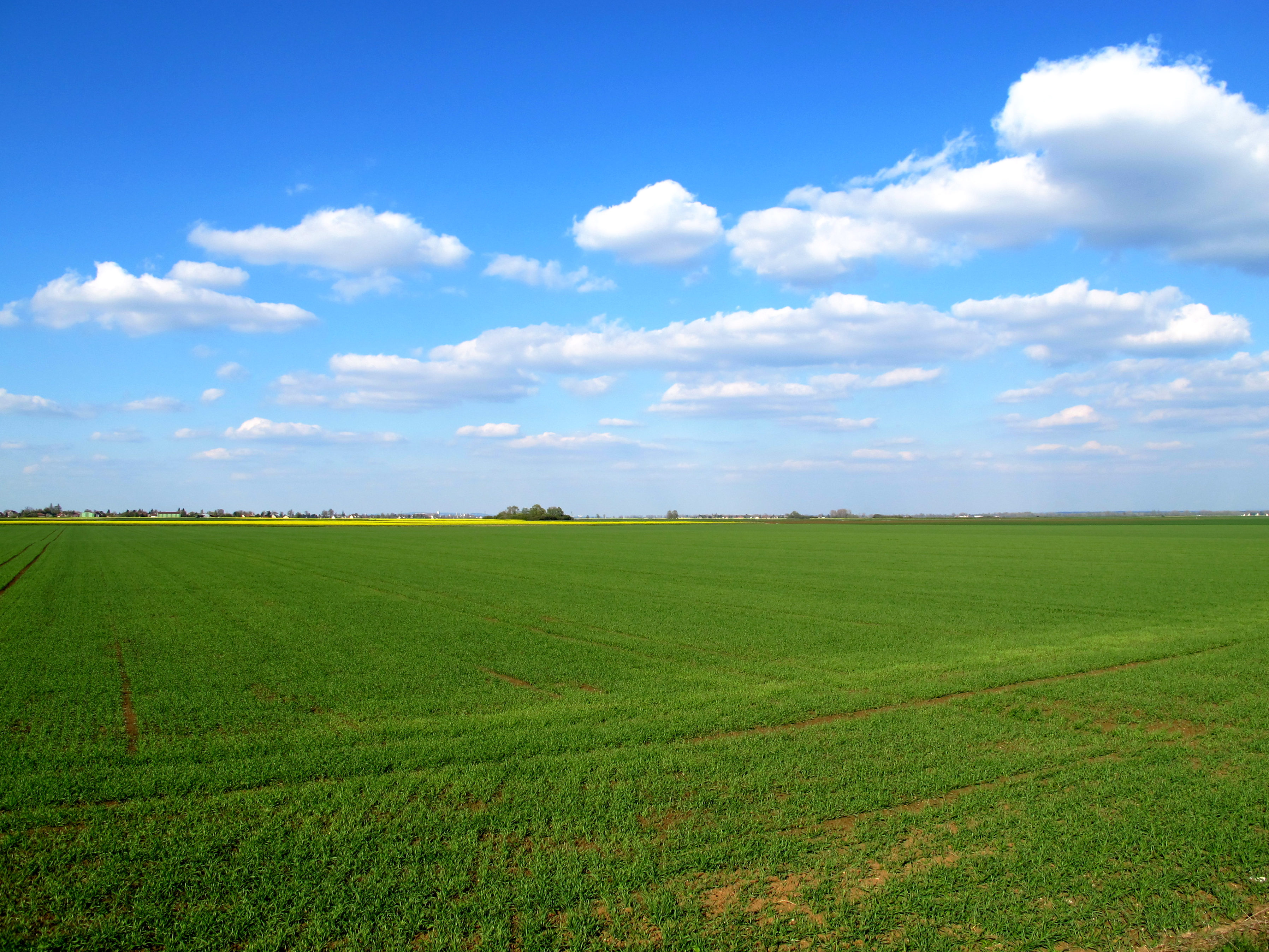
Paysage plat du secteur de Dole, dans l'ouest.
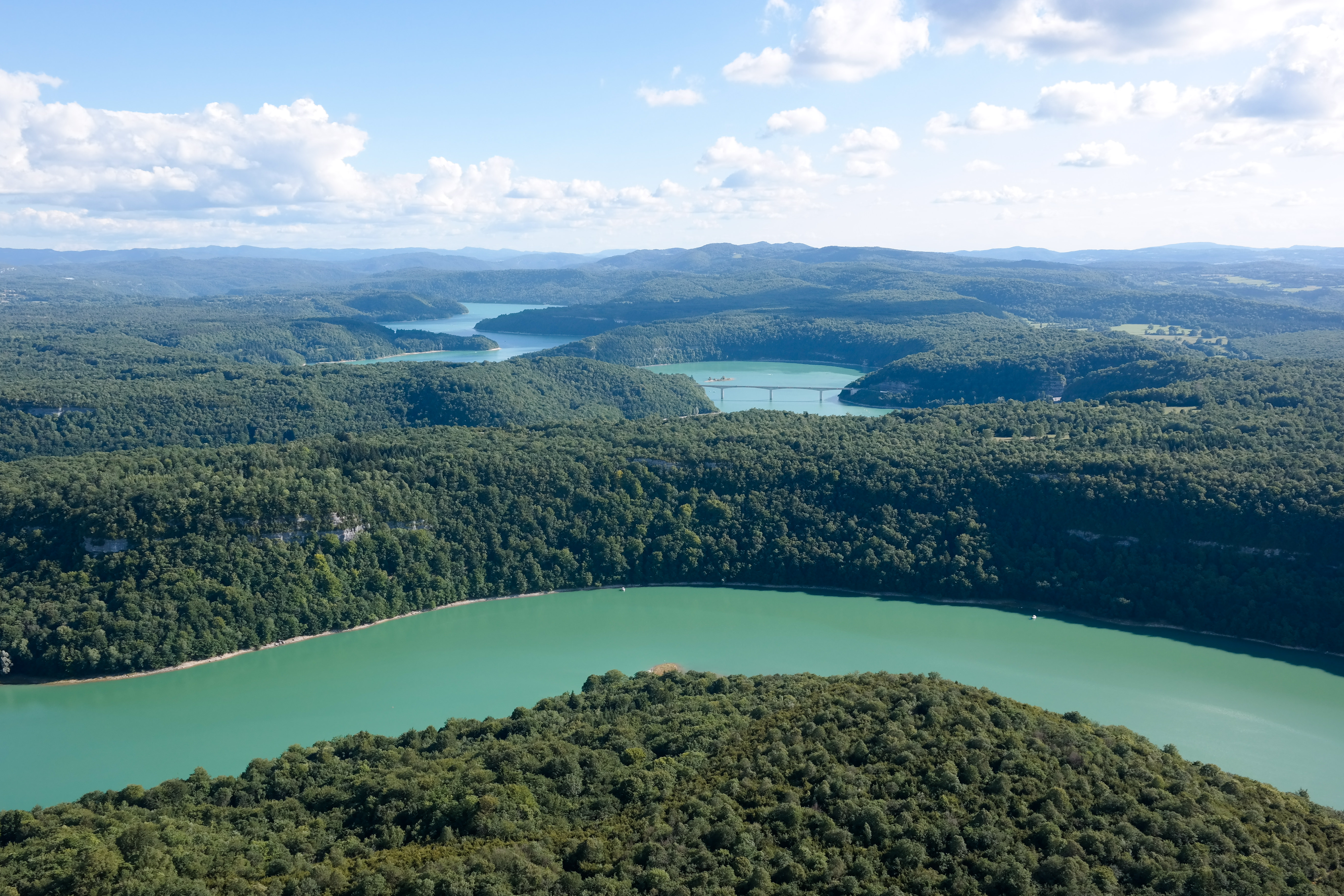
Le lac de Vouglans, dans le sud.
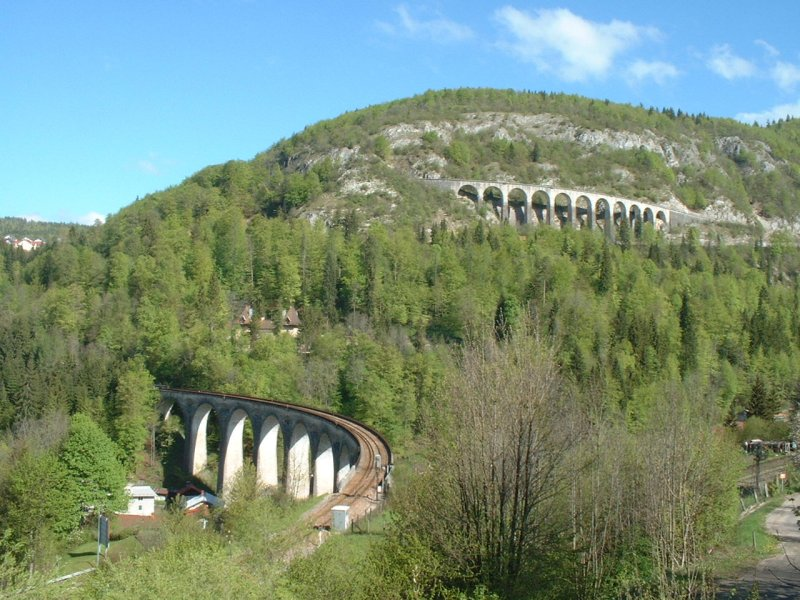
Viaducs de Morez, dans l'est montagnard.
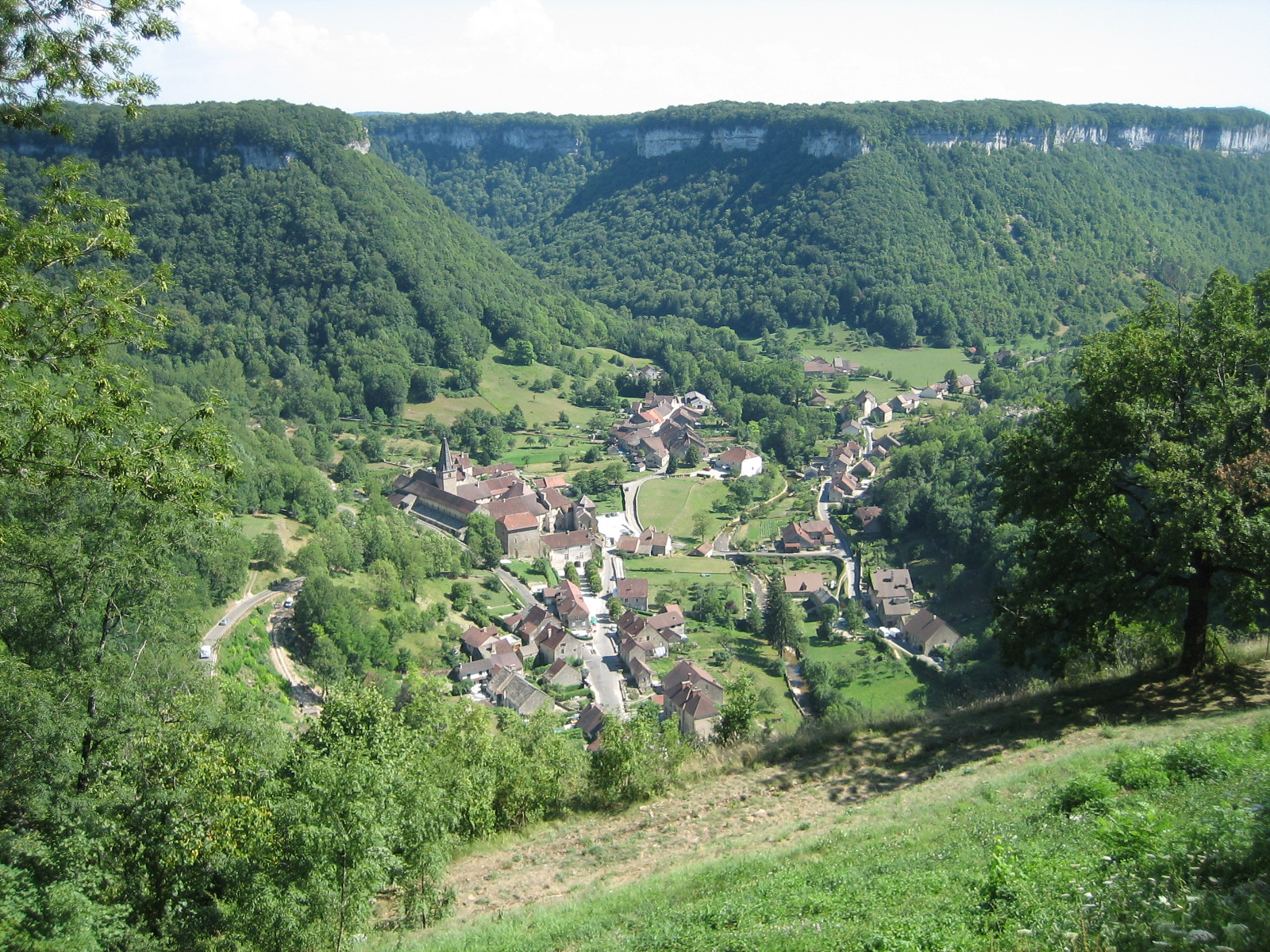
Reculée de Baume-les-Messieurs, dans le centre.

### Transports
Le département du Jura est desservi par le réseau de bus régional Mobigo assurant des liaisons scolaires et interurbaines. Les plus gros axes étant entre la préfecture, Lons-le-Saunier, et Saint-Claude, Dole et Morez.
La gare de Dole-Ville et la gare de Mouchard sont au croisement de la ligne TGV Lyria Paris - Lausanne, permettant de rejoindre Paris en un peu plus de deux heures.
Il y a également trois lignes de chemins de fer :
- la ligne du Revermont (ligne de Mouchard à Bourg-en-Bresse), avec des liaisons Belfort - Besançon - Lons-le-Saunier - Bourg-en-Bresse - Lyon ;
- la ligne des Hirondelles (ligne d'Andelot-en-Montagne à La Cluse et ligne de Dijon-Ville à Vallorbe (frontière)), avec des liaisons Bourg-en-Bresse, Oyonnax et Saint-Claude ainsi que Saint-Claude, Morez, Champagnole, Andelot ou Mouchard ou Dole ou Besançon ;
- la ligne de Dijon-Ville à Vallorbe (frontière) et la ligne de Dole-Ville à Belfort à la gare de Dole-Ville avec des liaisons entre Dijon, Dole, Besançon et Belfort.

## Économie

### Artisanat
L'artisanat est une composante essentielle du département puisque 4 700 entreprises, 16 000 actifs composent l'artisanat jurassien. Première entreprise du département, l'artisanat emploie plus de mille apprentis chaque année. Le CFA du Jura forme 752 apprentis dans les domaines du bâtiment, de la boulangerie, la pâtisserie, la boucherie, la charcuterie, la coiffure, la mécanique automobile, la vente…

### Tourisme
Le tourisme tient une place importante dans l'économie du département qui gère à travers des régies les domaines de Chalain et de Vouglans organisés autour des activités aquatiques comme la baignade, la voile ou la pêche sur ces deux grands plans d'eau (lac naturel pour le lac de Chalain et lac de retenue pour le lac de Vouglans). Le département compte trois sites inscrits au patrimoine mondial de l'Unesco : les salines de Salins-les-Bains et les deux sites palafittiques de Clairvaux et Chalain.
Le tourisme vert se développe aussi, comme les gîtes ruraux, dans presque toutes les communes où les sentiers de randonnée se multiplient ainsi que des activités sportives (VTT - spéléologie - équitation...).
Le tourisme d'hiver est également important au-dessus de 800 mètres avec le ski de fond (Foncine-le-Haut par exemple) ou ski de piste dans la station des Rousses.
En 2010, la médiane du revenu fiscal des ménages par unité de consommation du département s'élevait à 18 207 euros, cachant des disparités importantes de Montagna-le-Reconduit (13 254) à Prémanon (28 817).

#### Résidences secondaires
Selon le recensement général de la population du 1er janvier 2008, 10,8 % des logements disponibles dans le département étaient des résidences secondaires.
Ce tableau indique les principales communes du Jura dont les résidences secondaires et occasionnelles dépassent 10 % des logements totaux en 2008. Ces communes se situent dans le secteur sud-est du département, le Haut-Jura, riche en sites touristiques et pistes de ski, non loin de la Suisse :
| Commune         | Population SDC | Nombre de logements | Résidences secondaires | % résidences secondaires |
| --------------- | -------------- | ------------------- | ---------------------- | ------------------------ |
| Prémanon        | 1 006          | 1 352               | 860                    | 63,61 %                  |
| Lamoura         | 543            | 612                 | 352                    | 57,58 %                  |
| Les Rousses     | 3 028          | 3 100               | 1 583                  | 51,05 %                  |
| Septmoncel      | 673            | 529                 | 172                    | 32,47 %                  |
| Foncine-le-Haut | 1 029          | 648                 | 196                    | 30,20 %                  |
| Longchaumois    | 1 141          | 749                 | 216                    | 28,84 %                  |
| Bois-d'Amont    | 1 652          | 1 055               | 269                    | 25,50 %                  |
| Morbier         | 2 244          | 1 179               | 165                    | 13,99 %                  |

Sources :
- Source INSEE, chiffres au 01/01/2008.

### Agriculture

#### Vignoble
Le département possède l’un des plus petits vignobles français par la surface avec 1 850 hectares, il est parmi les plus originaux par la personnalité typique de sa production viticole. Il est réputé pour ses vins blancs dont son cépage Savagnin, qui donne notamment le vin jaune. On trouve également des vins singuliers comme les vins liquoreux que sont le macvin ou le vin de paille.
La Percée du vin jaune est devenue le plus gros évènement du département. La Pressée du vin de paille a lieu depuis 2008. La culture du vin et du terroir y sont mêlés à une fête populaire.

## Démographie
Les habitants du Jura sont les Jurassiens.

En 2022, le département comptait 258 405 habitants, en évolution de −0,81 % par rapport à 2016 (France hors Mayotte : +2,11 %).
| 1791 | 1801    | 1806    | 1821    | 1826    | 1831    | 1836    | 1841    | 1846    |
| ---- | ------- | ------- | ------- | ------- | ------- | ------- | ------- | ------- |
| -    | 288 151 | 300 050 | 301 768 | 310 282 | 312 504 | 315 355 | 316 884 | 316 150 |

| 1851    | 1856    | 1861    | 1866    | 1872    | 1876    | 1881    | 1886    | 1891    |
| ------- | ------- | ------- | ------- | ------- | ------- | ------- | ------- | ------- |
| 313 299 | 296 701 | 298 053 | 298 477 | 287 634 | 288 823 | 285 263 | 281 292 | 273 028 |

| 1896    | 1901    | 1906    | 1911    | 1921    | 1926    | 1931    | 1936    | 1946    |
| ------- | ------- | ------- | ------- | ------- | ------- | ------- | ------- | ------- |
| 266 143 | 261 288 | 257 725 | 252 713 | 229 062 | 230 685 | 229 109 | 220 797 | 216 386 |

| 1954    | 1962    | 1968    | 1975    | 1982    | 1990    | 1999    | 2006    | 2011    |
| ------- | ------- | ------- | ------- | ------- | ------- | ------- | ------- | ------- |
| 220 202 | 225 682 | 233 547 | 238 856 | 242 925 | 248 759 | 250 857 | 257 399 | 261 294 |

| 2016    | 2021    | 2022    | - | - | - | - | - | - |
| ------- | ------- | ------- | - | - | - | - | - | - |
| 260 517 | 258 555 | 258 405 | - | - | - | - | - | - |

### Communes les plus peuplées
| Nom                     | Code Insee | Intercommunalité                           | Superficie (km2) | Population (dernière pop. légale) | Densité (hab./km2) | Modifier                                    |
| ----------------------- | ---------- | ------------------------------------------ | ---------------- | --------------------------------- | ------------------ | ------------------------------------------- |
| Dole                    | 39198      | CA Grand Dole                              | 38,37            | 23 784 (2022)                     | 620                | modifier les données · modifier les données |
| Lons-le-Saunier         | 39300      | CA Espace communautaire Lons Agglomération | 7,68             | 16 942 (2022)                     | 2 206              | modifier les données · modifier les données |
| Saint-Claude            | 39478      | CC Haut-Jura Saint-Claude                  | 70,19            | 8 556 (2022)                      | 122                | modifier les données · modifier les données |
| Champagnole             | 39097      | CC Champagnole Nozeroy Jura                | 20,18            | 8 035 (2022)                      | 398                | modifier les données · modifier les données |
| Hauts de Bienne         | 39368      | CC Haut-Jura Arcade                        | 23,48            | 5 099 (2022)                      | 217                | modifier les données · modifier les données |
| Poligny                 | 39434      | CC Arbois, Poligny, Salins, Cœur du Jura   | 51,48            | 4 089 (2022)                      | 79                 | modifier les données · modifier les données |
| Tavaux                  | 39526      | CA Grand Dole                              | 13,86            | 3 926 (2022)                      | 283                | modifier les données · modifier les données |
| Les Rousses             | 39470      | CC de la Station des Rousses-Haut-Jura     | 38,00            | 3 702 (2022)                      | 97                 | modifier les données · modifier les données |
| Montmorot               | 39362      | CA Espace communautaire Lons Agglomération | 11,36            | 3 207 (2022)                      | 282                | modifier les données · modifier les données |
| Arbois                  | 39013      | CC Arbois, Poligny, Salins, Cœur du Jura   | 45,42            | 3 146 (2022)                      | 69                 | modifier les données · modifier les données |
| Damparis                | 39189      | CA Grand Dole                              | 8,85             | 2 590 (2022)                      | 293                | modifier les données · modifier les données |
| Salins-les-Bains        | 39500      | CC Arbois, Poligny, Salins, Cœur du Jura   | 24,68            | 2 430 (2022)                      | 98                 | modifier les données · modifier les données |
| Morbier                 | 39367      | CC Haut-Jura Arcade                        | 41,58            | 2 371 (2022)                      | 57                 | modifier les données · modifier les données |
| Saint-Amour             | 39475      | CC Porte du Jura                           | 11,65            | 2 364 (2022)                      | 203                | modifier les données · modifier les données |
| Lavans-lès-Saint-Claude | 39286      | CC Haut-Jura Saint-Claude                  | 23,68            | 2 342 (2022)                      | 99                 | modifier les données · modifier les données |

## Réserves naturelles
Le département du Jura possède quatre réserves naturelles :
- Deux réserves naturelles nationales (RNN) : 
  - la réserve naturelle nationale de l'île du Girard[9], (RNN61), décrétée en 1982, sur les communes de Molay, Parcey, Gevry et Rahon.
  - la réserve naturelle nationale de la grotte de Gravelle[10], (RNN110), décrétée en 1992, sur la commune de Macornay.
- Deux réserves naturelles régionales (RNR) : 
  - La réserve naturelle régionale de la côte de Mancy (RNR117) décrétée en 2010, sur les communes de Lons-le-Saunier et Macornay[11].
  - La réserve naturelle régionale de la seigne des Barbouillons (RNR52) décrétée en 1987, sur la commune de Mignovillard[12].

## Culture
- Estivales des Orgues du Jura : ce festival, qui réunit des concerts vocaux et instrumentaux avec l'orgue, a lieu chaque année au mois d'août. Les concerts ont lieu dans les belles églises du Jura sur les orgues classées MH La programmation propose aux touristes et au public local de (re-)découvrir des artistes de renom.
- Festival de Bouche à Oreille : organisé en Petite Montagne, ce festival se déroule tous les ans durant la deuxième quinzaine du mois de juillet et change de lieu chaque soir. C'est un festival pour la bouche : des soirées de découverte de la gastronomie locale et jurassienne, un buffet campagnard fourni par les producteurs locaux précède chaque concert ou spectacle. L'oreille ce sont des concerts : de chanson, de rock, de musique classique, d'accordéon, et musiques traditionnelles. Le bouche à oreille, ce sont des conteurs, des spectacles et des animations, alliant musique, gastronomie et convivialité.
- Festival Idéklic : le festival international pour l'enfance et la jeunesse, organisé tous les ans la deuxième semaine de juillet durant 4 jours, propose une double programmation de spectacles et d'ateliers culturels, artistiques ou sportifs. Il est destiné aux enfants de la naissance à l'adolescence, mais permet aussi aux adultes de découvrir des spectacles et concerts ouverts à tous tout au long du festival.
- Festival de Musique Baroque du Jura : au mois de juin, le Jura devient, à travers des lieux du patrimoine architectural, un lieu de la musique ancienne et baroque.
- Le Festival Polizic à Poligny, propose le quatrième samedi de septembre une programmation grand public et ouverte à tous.
- Le Festival de la Bande-Dessinée à Cousance, propose des dédicaces, des ventes de BD...
- Le Festival Jazz en Revermont à Cousance, propose des concerts pendant quatre soirs tous les mois d'octobre.
- Le Frontenay Jazz Festival propose des concerts de jazz le 3e week-end d’août des années impaires, dans l'enceinte du Château de Frontenay. Des concerts sont également organisés les années paires dans des villages avoisinants[13].

## Politique
- Liste des députés du département du Jura
- Liste des sénateurs du département du Jura
- Liste des conseillers départementaux du département du Jura

## Administration
- Liste des communes du département du Jura
- Anciennes communes du département du Jura
- Liste des préfets du Jura

Quelques préfets du Jura :
- Christian Rouyer : 17 octobre 2005 - 31 août 2008
- Aïssa Dermouche : 14 janvier 2004 - mi 2005
- Les archives départementales du Jura sont situées à Montmorot (impasse des archives)[14] aux anciennes salines de Montmorot, à la limite de la ville de Lons-le-Saunier. Elles recueillent, conservent, classent et communiquent au public les archives du département. Comme la majorité des archives départementales de France, de nombreux documents, en particulier ceux de l'état civil, sont accessibles en ligne, via internet.

## Personnages célèbres

### Personnages historiques et personnalités politiques
- Claude Joseph Rouget de Lisle, auteur de La Marseillaise
- Pierre-Marie-Athanase Babey (1743-1815), député représentant du Jura à la Convention nationale et au Conseil des Cinq-Cents.
- Jules Grévy, homme d'État français, notamment président de la Troisième République.
- Stephen Pichon (1857-1933), homme d’État français, journaliste, diplomate et ministre des Affaires étrangères sous la Troisième République. Il fut notamment sénateur du Jura de 1906 à 1924 et président du Conseil général du Jura.
- Edgar Faure, homme d'État français, notamment député du Jura, plusieurs fois ministre, président du Conseil à deux reprises et président de l'Assemblée nationale sous la Quatrième République
- Jacques Duhamel, homme d'État, notamment député du Jura et deux fois ministre.
- Jacques Poly, généticien, président-directeur général de l'INRA, à l'origine de la loi sur l'élevage
- Dominique Voynet, femme politique.
- Louis Pasteur, scientifique, créateur du vaccin contre la rage.
- Xavier Bichat, médecin, biologiste, physiologiste.

### Sportifs
- Carole Grundisch, tennis de table ;
- Jason Lamy-Chappuis, coureur de combiné nordique, médaillé d'or aux Jeux olympiques d'hiver de 2010 à Vancouver (Canada) en combiné nordique et porte-drapeau de la délégation française aux Jeux olympiques d'hiver de 2014 à Sotchi (Russie). Il est aussi triple vainqueur de la coupe du monde (2011-2013) ;
- Vincent Gauthier-Manuel, skieur alpin, médaillé d'or aux Jeux paralympiques d'hiver de 2014 à Sotchi en slalom géant ;
- Emmanuel Jonnier, skieur de fond, quatrième sur le 50 km libre des Jeux olympiques d'hiver de 2006 à Turin (Italie) ;
- Léo Lacroix, skieur alpin, médaillé d'argent de descente aux Jeux olympiques d’hiver de 1964 ;
- Nathalie Bouvier, skieuse alpine, médaillée d'argent de descente aux Championnats du monde 1991 ;
- Patrice Bailly-Salins, biathlète, vainqueur de la Coupe du monde en 1994, médaillé de bronze olympique 1994 et champion du monde 1995 de sprint ;
- Anaïs Bescond, biathlète, championne olympique 2018 en relais mixte et championne du monde 2016 en relais mixte ;
- Quentin Fillon Maillet, biathlète, deux fois champion du monde en relais en 2016 et 2020 ;
- Alexis Vuillermoz, cycliste professionnel au sein de l’équipe Ag2r La Mondiale puis Total Énergie depuis 2021, vainqueur d’une étape du Tour de France.

### Artistes, hommes de lettres
- Jean Amadou, humoriste, chansonnier, journaliste.
- Aslove, producteur, compositeur, auteur.
- Jean Denis Attiret, peintre.
- Marcel Aymé (1902-1967), écrivain
- Guy Bardone, peintre, exposé au Musée de l'Abbaye (Saint-Claude)
- André Besson, écrivain.
- Bernard Clavel, écrivain.
- Louis Laloy (1874-1944), musicologue, écrivain et sinologue français.
- Maurice Lapaire, peintre.
- Louis Lautrey, écrivain.
- Laurent Obertone, journaliste, essayiste, écrivain.
- René Rémond, historien et politologue français, membre de l’Académie française.
- Jean-François Stévenin, acteur, réalisateur.
- Hubert-Félix Thiéfaine, chanteur.

### Scientifiques et industriels
- Louis Pasteur, chimiste et pionnier de la microbiologie.
- Charles Chamberland, biologiste et physicien ayant travaillé sur la stérilisation.
- André Paillot, entomologiste.
- Louis Vuitton, fondateur de la société Louis Vuitton Malletier et de la marque « Louis Vuitton ».
- Famille Breuil, fondatrice de Smoby.
- Paul-Émile Victor, ethnologue, explorateur polaire, fondateur des Expéditions Polaires Françaises.

### Autres personnalités
- Arsène Remond (1882-1935), dit le Colosse jurassien, l'homme le plus gros du monde en son temps.
- Louis Vuitton (1821-1892), célèbre malletier et maroquinier, il donne son nom à une illustre marque, Louis Vuitton.

## Maisons typiques

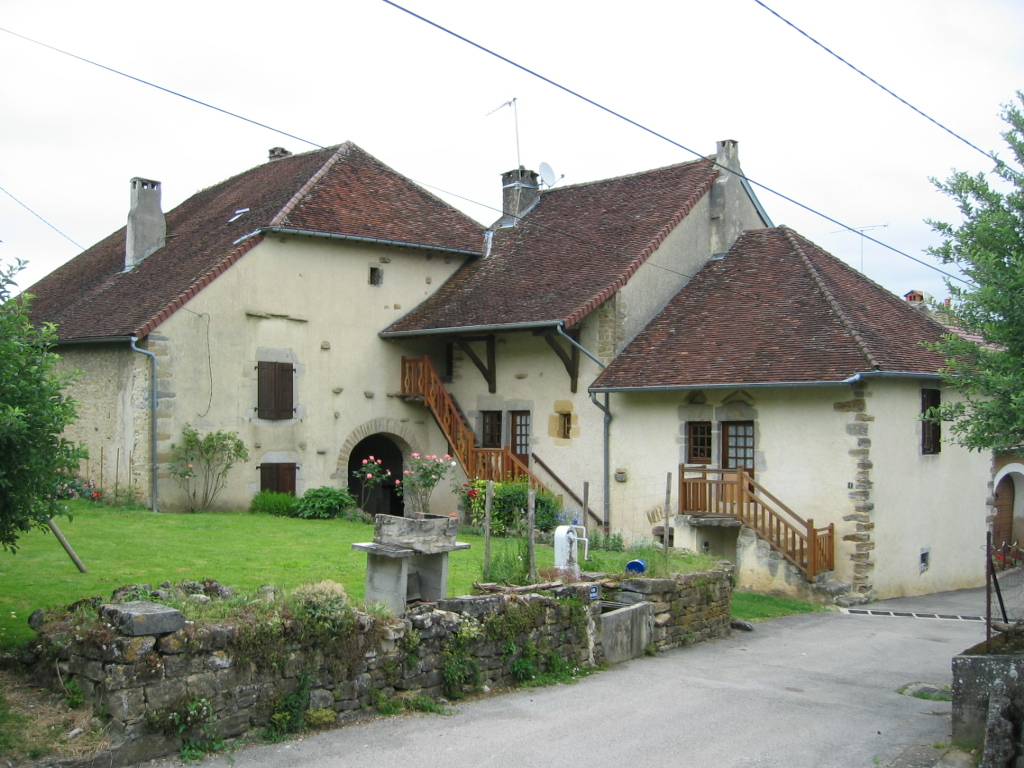
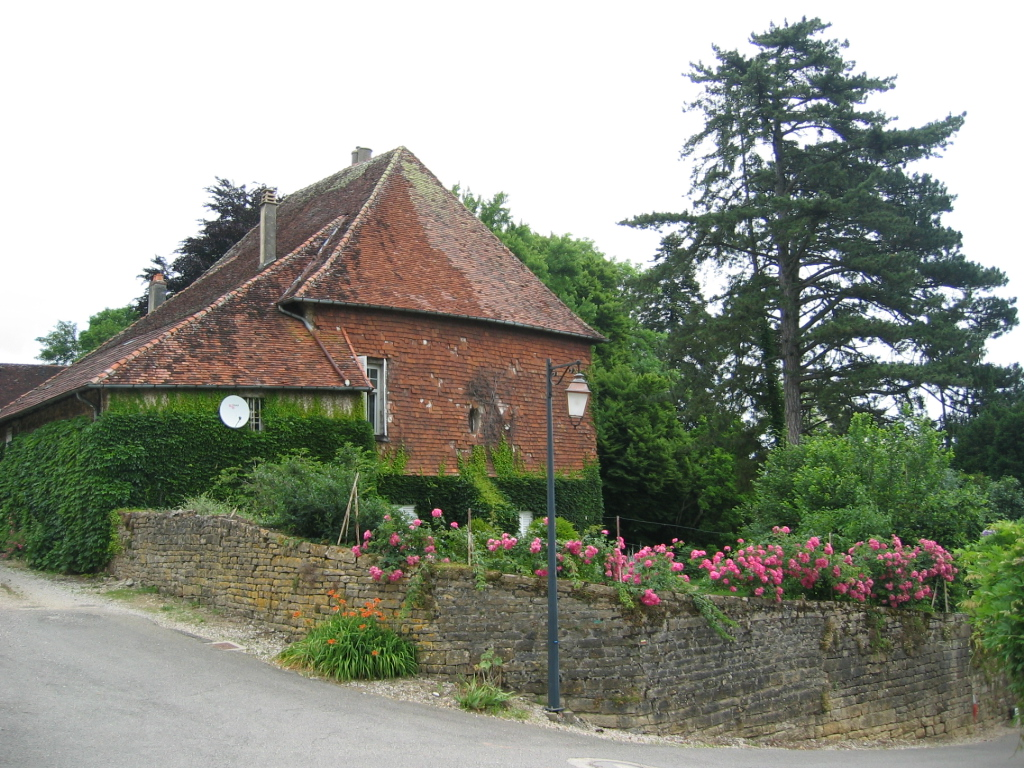
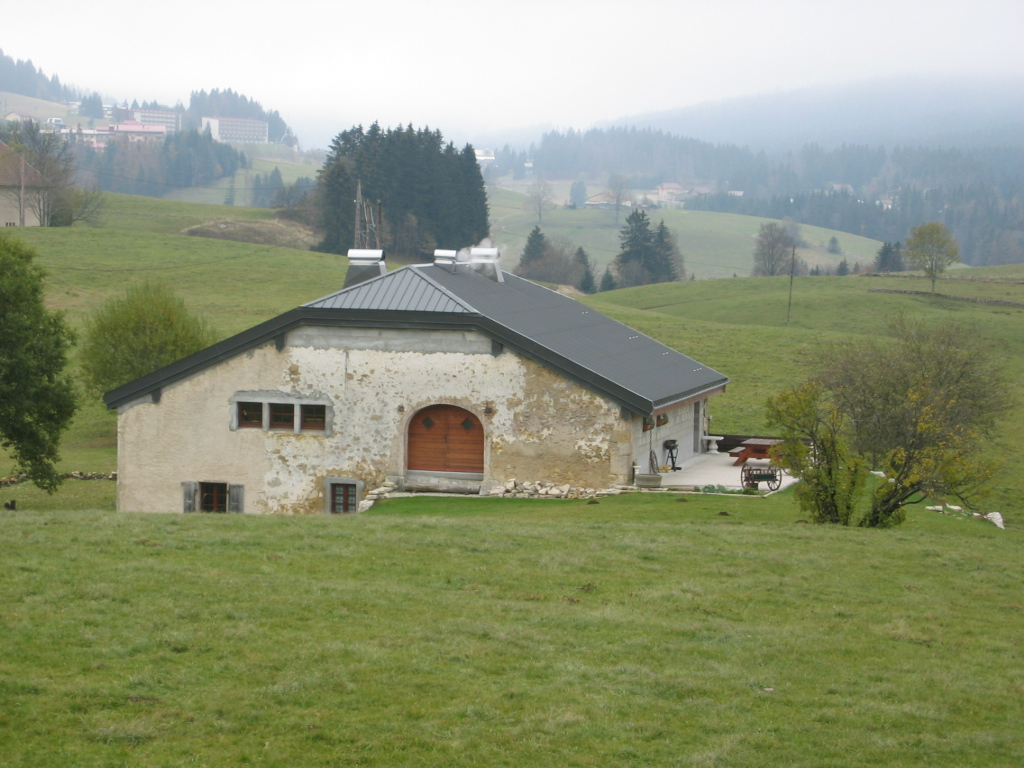
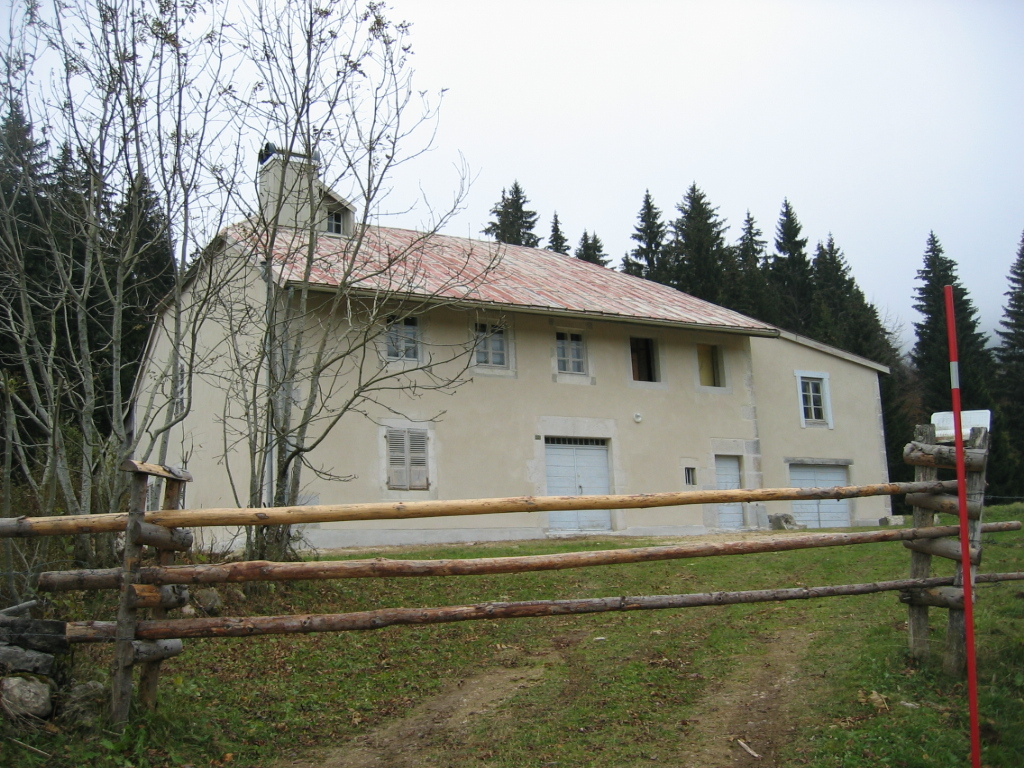
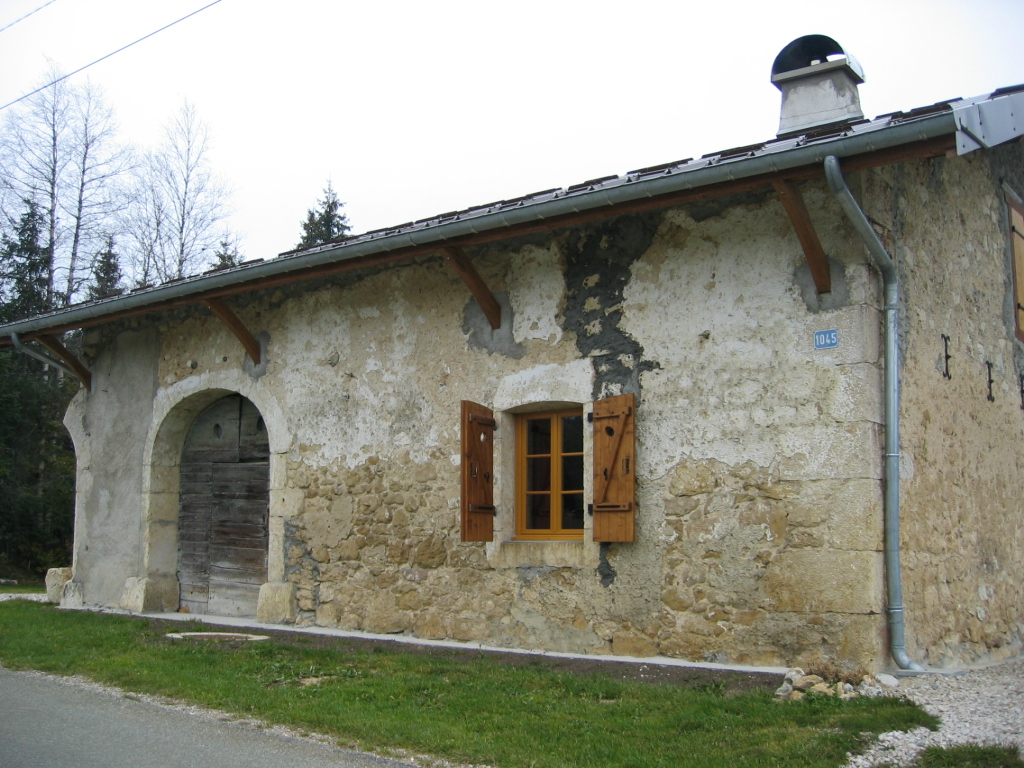
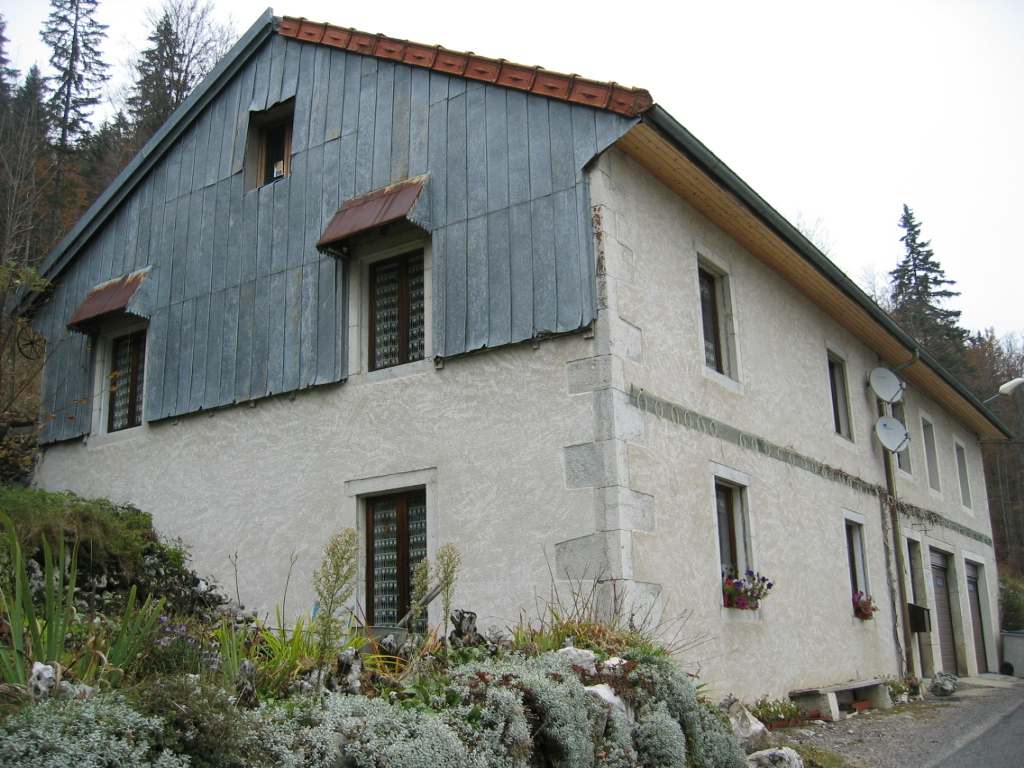
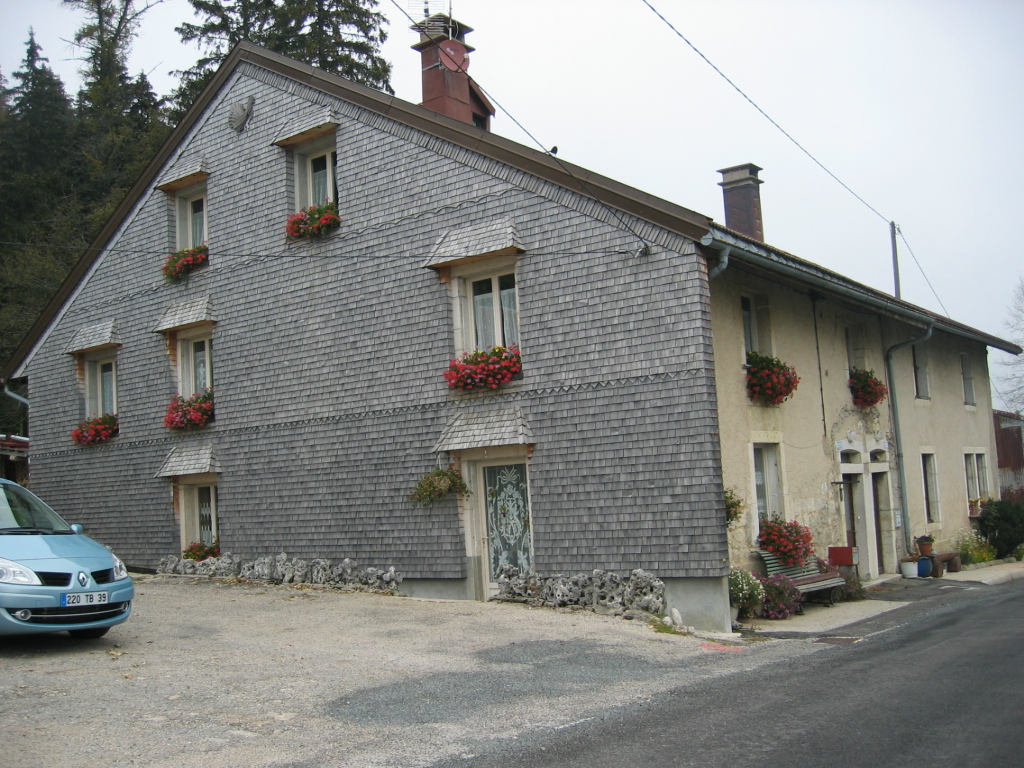
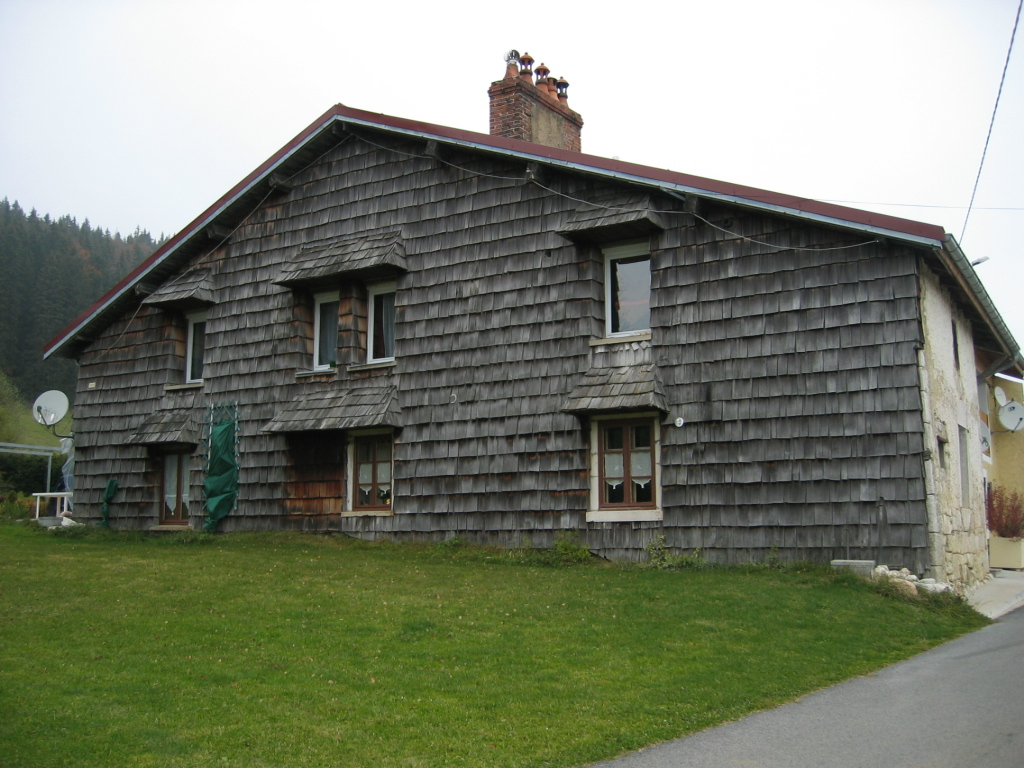
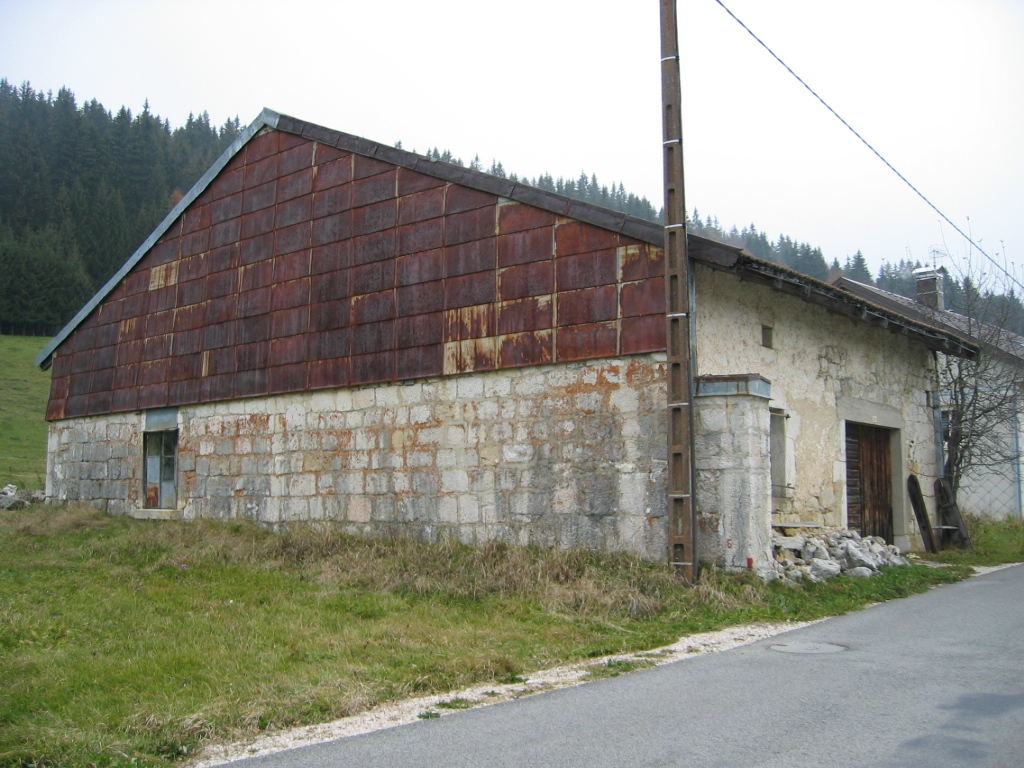
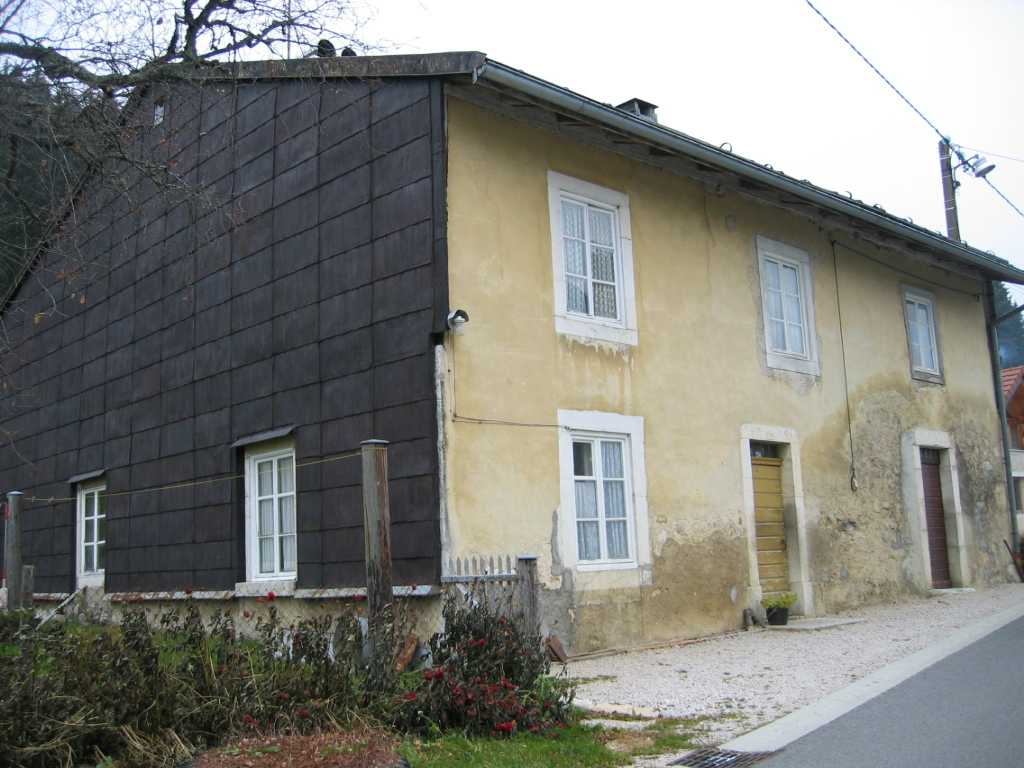